# Девица (планина)
Планина Девица је планина у Источној Србији, у близини Сокобање. Њен највиши врх је Чапљинац (често и Мањин Камен) на висини од 1.187 м надморске висине. Ова планина је међу најсевернијим Балканским планинама, у близини границе између Карпатских и Балканских планина. 
На северу се налази Сокобања и Моравица, на истоку Галибабинац, на југу Лабуково, а на западу пут Сокобања-Лабуково. На северу се налази дубок кањон реке Моравице, у близини утврђења Соко Град. На надморској висини од око 1100 м налази се велики плато, са пуно пећина и других крашких облика. Изузев делова у близини Сокобање, ова планина нема туристичке атракције и релативно је непозната широј јавности.

## Галерија
- Новембар на Девици; од Новог села, преко врха Маљица, до села Раденковца.
- Новембар на Девици; од Новог села, преко врха Маљица, до села Раденковца.
- Новембар на Девици; од Новог села, преко врха Маљица, до села Раденковца.
- Новембар на Девици; од Новог села, преко врха Маљица, до села Раденковца.
- Новембар на Девици; од Новог села, преко врха Маљица, до села Раденковца.
- Новембар на Девици; од Новог села, преко врха Маљица, до села Раденковца.
- Новембар на Девици; од Новог села, преко врха Маљица, до села Раденковца.
- Новембар на Девици; од Новог села, преко врха Маљица, до села Раденковца.
- Новембар на Девици, село Раденковац.